# Родзянко Леонід Петрович
Леонід Петрович Родзянко (11 грудня 1876 — ?) — київський купець (підприємець), колишній кавалерист, полковник, конезаводчик, домовласник.
Рід Родзянків пішов від Василя Івановича Родзянка (1652–1734) обозного Миргородського козацького полку. 

## До життєпису

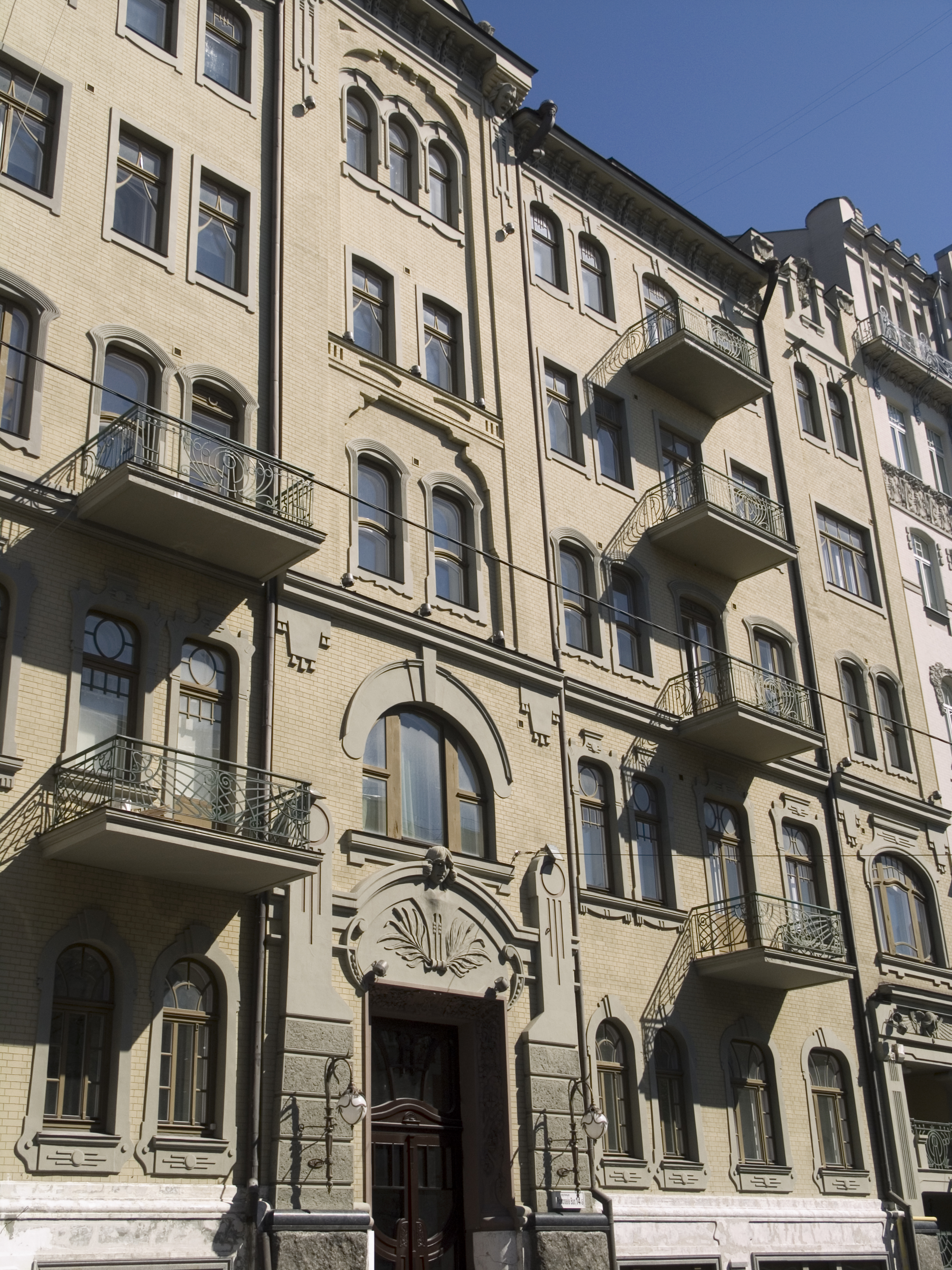
Один із будинків Леоніда Родзянка. Київ, вул. Ярославів Вал 14-б

Пройшов шлях від драгуна Українського 15-го гусарського полку до звання полковника. 
Разом і з дружиною Олександрою Бейльштейн жили у Києві у власному будинку у стилі модерн архітектора Мартина Клуга на вулиці Ярославів Вал, 14-б.
В цьому будинку проводились зібрання клубу любителів верхової їзди і домашній театр Леоніда Петровича Родзянко. Довгий час в цьому приміщенні знаходилась репетиційна база Національної заслуженої академічної капели “Думка”. Починаючи з 1988 року в будинку працює академічна майстерня театрального мистецтва “Сузір’я”.
Вийшовши на пенсію Леонід Родзянко розводив коней для багатіїв. До речі, його улюблений кінь (за кличкою “Ракета”) отримав Гран-прі на Лондонських перегонах. 
У 1914 році Родзянко продав будинки і разом із дружиною та сином Борисом переїхав до США, де вигідно вклав гроші та через три роки став мільйонером.
У будинку Родзянка не раз бували Анна Ахматова, їхні родичі: Сергій та Михайло Родзянки. Сергій став комісаром Української Центральної Ради та Української Держави на Холмщині.

#### Родина
Батько — Петро Павлович Родзянко (3.1.1837 – ?); мати — Анастасія Іванівна (? – 25.8.1905).
Дружина — Марія Федоровна (7.7.1886 — ?). Дочка — Федора Федоровича Бейльштейна (1838—1906), хіміка, академіка Петербурзької академії наук, та Ольги Федорівни Нельговської. Син — Борис (12.6.1908 — ?).